# 出逢いの続き
「出逢いの続き」（であいのつづき）は、日本の女性アイドル渡辺麻友の楽曲。楽曲は秋元康が作詞、松本サトシが作曲した。渡辺の5作目のシングルとして、2015年6月10日にSony Music Recordsから発売された。

## 背景とリリース
前作『ラッパ練習中』から2年ぶりのシングルだった。楽曲のシングルCDは、完全生産限定盤、2種の初回生産限定盤（それぞれA、Bと区別されている）、盤名のないもの（本記事では通常盤と記す）の計4種類がリリースされた。
完全生産限定盤にはファッションBOOKが付属している。2種の初回生産限定盤の計2種にはそれぞれ収録内容の異なるDVDが付属している。CDの収録曲は、2種の初回生産限定盤、通常盤の計3種がすべて異なっており、完全生産限定盤の収録曲は通常盤と同一になっている。
2020年5月31日を以って芸能界引退したため最後のシングルとなった。

### 楽曲の決定
作曲は、東京スクールオブミュージック＆ダンス専門学校（TSM）を2015年3月に卒業したばかりだった松本サトシが担当した。これまでAKB48グループの表題曲において、無名の新人が抜擢されるケースは過去何例か存在するが、各種メディアで取り上げられたのはAKB48の23rdシングル表題曲「風は吹いている」以来である。
本作は、少なくとも1,000曲にのぼる候補の中から、疾走感のあるメロディーが印象的な松本の曲が選ばれた。秋元は755で「麻友の曲、いい曲だなあ」と絶賛し、渡辺も「歌っていて新鮮で、とても楽しかったですし、自分が出演するドラマの主題歌ということもあり、いつも以上に気合が入りました」と話した。松本は、「大空に手をいっぱい広げて歌っているイメージ。新しい世界へ旅立つ人へ、そっと背中を押してくれる存在になれたら良いなと思って作りました」とコメントしている。
TSMの作曲・編曲担当ゼミで講師を務めている勝守理の著書『プロの作曲家として生きるための本』（ドレミ楽譜出版社、2016年）の23ページには、「1000曲集めた渡〇麻友さんのソロシングルのコンペを勝ち抜いて選ばれたのは卒業して1ヶ月も経たなかった私の生徒のM君」という記述があり、これは明らかに松本のことである。また、同書の93ページには、「前出の1000倍の難関を突破したM君はストックの曲をしっかし直して見事合格しました」という記述もある。
カップリング曲については、秋元が「麻友が決めていいよ」といったので、多くの候補曲をレコード会社から送ってもらい、自ら聴いて候補曲を4曲選んだ。

## プロモーション

### リリースイベント
開催イベントは、2つ。イベント参加は、「出逢いの続き」初回出荷分（「ファッションBOOK」盤＜完全生産限定盤＞、初回盤A、初回盤B、通常盤の初回仕様）に封入されたプレミアム抽選応募券による。今作はイベント内容をTwitter上で募集し、最終的に5月11日21時より生配信される『まゆゆ「出逢いの続き」イベント決定会議』にて、渡辺麻友本人が内容を決定した。
2015年9月19日に府中の森芸術劇場で『ソロLIVE』を開催。セットリストのリクエスト（過去の渡辺麻友ソロ曲）は「#まゆゆソロライブ」で募集。
2015年9月20日にCD購入者恒例の抽選イベント『ドッキドキお楽しみ会』を開催。企画内容を「#まゆゆお楽しみ会」で募集。

## メディアでの使用
表題曲の「出逢いの続き」は、2015年4月14日より放送の関西テレビ（カンテレ）・フジテレビ系連続ドラマ『戦う!書店ガール』の主題歌に使用された。カップリングの「女の子なら」は、カジュアル&シューズ「Avail（アベイル）」CM楽曲に使用された。

## シングル収録トラック

### 初回生産限定盤A
| #         | タイトル                      | 作詞      | 作曲       | 編曲      | 時間  |
| --------- | ----------------------------- | --------- | ---------- | --------- | ----- |
| 1.        | 「出逢いの続き」              | 秋元康    | 松本サトシ | 若田部誠  | 3:56  |
| 2.        | 「女の子なら」                | 秋元康    | 宅見将典   | Carlos K. | 3:36  |
| 3.        | 「横顔ロマンス」              | 秋元康    | 藤末樹     | 藤末樹    | 4:37  |
| 4.        | 「出逢いの続き Instrumental」 |           | 松本サトシ | 若田部誠  | 3:56  |
| 5.        | 「女の子なら Instrumental」   |           | 宅見将典   | Carlos K. | 3:36  |
| 6.        | 「横顔ロマンス Instrumental」 |           | 藤末樹     | 藤末樹    | 4:35  |
| 合計時間: | 合計時間:                     | 合計時間: | 合計時間:  | 合計時間: | 24:19 |

| #  | タイトル                            | 作詞 | 作曲・編曲 | 監督 | 時間 |
| -- | ----------------------------------- | ---- | ---------- | ---- | ---- |
| 1. | 「出逢いの続き Music Video」        |      |            |      | 4:15 |
| 2. | 「出逢いの続き Music Video Making」 |      |            |      |      |

### 初回生産限定盤B
| #         | タイトル                      | 作詞      | 作曲       | 編曲           | 時間  |
| --------- | ----------------------------- | --------- | ---------- | -------------- | ----- |
| 1.        | 「出逢いの続き」              | 秋元康    | 松本サトシ | 若田部誠       | 3:56  |
| 2.        | 「女の子なら」                | 秋元康    | 宅見将典   | Carlos K.      | 3:36  |
| 3.        | 「紛らしている」              | 秋元康    | 野間康介   | 野中“まさ”雄一 | 3:37  |
| 4.        | 「出逢いの続き Instrumental」 |           | 松本サトシ | 若田部誠       | 3:56  |
| 5.        | 「女の子なら Instrumental」   |           | 宅見将典   | Carlos K.      | 3:36  |
| 6.        | 「紛らしている Instrumental」 |           | 野間康介   | 野中“まさ”雄一 | 3:35  |
| 合計時間: | 合計時間:                     | 合計時間: | 合計時間:  | 合計時間:      | 22:19 |

| #  | タイトル                                                                | 作詞 | 作曲・編曲 | 監督 | 時間 |
| -- | ----------------------------------------------------------------------- | ---- | ---------- | ---- | ---- |
| 1. | 「出逢いの続き Music Video」                                            |      |            |      | 4:15 |
| 2. | 「出逢いの続き Music Video（ドラマ「戦う!書店ガール」スペシャルver.）」 |      |            |      |      |

### 通常盤
| #         | タイトル                          | 作詞      | 作曲       | 編曲       | 時間  |
| --------- | --------------------------------- | --------- | ---------- | ---------- | ----- |
| 1.        | 「出逢いの続き」                  | 秋元康    | 松本サトシ | 若田部誠   | 3:56  |
| 2.        | 「女の子なら」                    | 秋元康    | 宅見将典   | Carlos K.  | 3:36  |
| 3.        | 「夕暮れと星空の間」              | 秋元康    | 石井健太郎 | 石井健太郎 | 5:03  |
| 4.        | 「出逢いの続き Instrumental」     |           | 松本サトシ | 若田部誠   | 3:55  |
| 5.        | 「女の子なら Instrumental」       |           | 宅見将典   | Carlos K.  | 3:35  |
| 6.        | 「夕暮れと星空の間 Instrumental」 |           | 石井健太郎 | 石井健太郎 | 5:02  |
| 合計時間: | 合計時間:                         | 合計時間: | 合計時間:  | 合計時間:  | 25:11 |

### 「ファッションBOOK」盤＜完全生産限定盤＞
| #         | タイトル                          | 作詞      | 作曲       | 編曲       | 時間  |
| --------- | --------------------------------- | --------- | ---------- | ---------- | ----- |
| 1.        | 「出逢いの続き」                  | 秋元康    | 松本サトシ | 若田部誠   | 3:56  |
| 2.        | 「女の子なら」                    | 秋元康    | 宅見将典   | Carlos K.  | 3:36  |
| 3.        | 「夕暮れと星空の間」              | 秋元康    | 石井健太郎 | 石井健太郎 | 5:03  |
| 4.        | 「出逢いの続き Instrumental」     |           | 松本サトシ | 若田部誠   | 3:56  |
| 5.        | 「女の子なら Instrumental」       |           | 宅見将典   | Carlos K.  | 3:36  |
| 6.        | 「夕暮れと星空の間 Instrumental」 |           | 石井健太郎 | 石井健太郎 | 5:02  |
| 合計時間: | 合計時間:                         | 合計時間: | 合計時間:  | 合計時間:  | 25:11 |

| #  | タイトル                                                | 作詞 | 作曲・編曲 | 監督 |
| -- | ------------------------------------------------------- | ---- | ---------- | ---- |
| 1. | 「「女の子なら」Music Video (「Avail」スペシャルver.)」 |      |            |      |